# Nassau-Weilburg
Nassau-Weilburg, njemačka velikaška dinastija, ogranak dinastije Nassau, koja je vladala grofovijom Nassau od 1344. do 1806. godine. Nakon stvaranja Vojvodstva Nassau i izumiranja linije Nassau-Usingen, vladarska prava su opet prešla na liniju Nassau-Weilburg koja je vladala vojvodstvom od 1816. do 1866. godine kada je Vojvodstvo Nassau anektirala Kraljevina Pruska.
Adolf († 1905.), posljednji vojvoda Nassaua postao je 1890. godine nakon izumiranja muške loze dinastije Orange-Nassau u Nizozmskoj i Luksemburgu, novi veliki vojvoda Luksemburga, jer je Salijski zakonik onemogućavao nasljeđivanje po ženskoj liniji u Luksemburgu, dok je isto bilo moguće u Nizozemskoj. Tako je vlast u Nizozemskoj preuzela kraljica Vilhelmina, a u Luksemburgu, veliki vojvoda Adolf što je označilo kraj personalne unije između Nizozemske i Luksemburga.
Godine 1905. luksemburško prijestolje nasljedio je Adolfov sin Vilim IV. († 1912.), koji je sa suprugom Anom Marijom Portugalskom imao šest kćeri. Prvo ga je nasljedila najstarija kći Marie-Adélaïde od Luksemburga (1912. – 1924.), a potom mlađa kći, Charlotte, koja je abdicirala 1964. godine u ime sina Jeana, čiji je otac bio princ Feliks od Bourbon-Parme. Njenom smrću 1985. godine ugasila se dinastija Nassau-Weilburg. Preko njenog sina Jeana, Luksemburgom od 1964. godine vlada zapravo dinastija Bourbon-Parma te je dinastija, koja je po zakonu zadržala ime Nassau-Weilburg, zapravo njena bočna linija.

## Popis vladara iz dinastije Nassau-Weilburg

### Luksemburški veliki vojvode
- Adolf od Luksemburga (1890. – 1905.)
- Vilim IV. od Luksemburga (1905. – 1912.)
- Marie-Adélaïde od Luksemburga (1912. – 1924.)
- Charlotte od Luksemburga (1924. – 1964.)
- Jean od Luksemburga (1964. – 2000.)
- Henrik od Luksemburga (od 2000.)